# Saint-Agrève
Saint-Agrève je naselje in občina v jugovzhodnem francoskem departmaju Ardèche regije Rona-Alpe. Leta 1999 je naselje imelo 2.688 prebivalcev.

## Geografija
Kraj se nahaja v pokrajini Languedoc ob meji s sosednjo regijo Auvergne, 70 km zahodno od Tournona.

## Uprava
Saint-Agrève je sedež istoimenskega kantona, v katerega so poleg njegove vključene še občine Devesset, Labatie-d'Andaure, Mars, Rochepaule, Saint-André-en-Vivarais in Saint-Jeure-d'Andaure s 4.051 prebivalci.
Kanton je sestavni del okrožja Tournon-sur-Rhône.